# Les Roques (Nalec)
Les Roques és una muntanya de 572 metres que es troba al municipi de Nalec, a la comarca catalana de l'Urgell.